# Канифольный (Челябинская область)
Канифо́льный — посёлок в Кыштымском городском округе Челябинской области России.

## История
Основан в 1920-х годах как посёлок при Кыштымском динамитном заводе. В 1930 году завод был закрыт после взрыва, но посёлок продолжал жить. В посёлке действовал дом для глухонемых, закрытый во времена перестройки.

## География
Находится в лесах в 2,5—3 км от северо-западных окраин Кыштыма. Расположен на правом берегу реки Егозы в месте запруды.
Через посёлок проходит автодорога Кыштым — Маук (на Верхний Уфалей).

## Население
| 2002 | 2010 |
| ---- | ---- |
| 40   | ↘16  |

По данным Всероссийской переписи, в 2010 году численность населения посёлка составляла 16 человек (7 мужчин и 9 женщин).

## Достопримечательности
В окрестностях посёлка расположены развалины Кыштымского динамитного завода.

## Транспорт
Регулярное автобусное сообщение с Кыштымом.

## Уличная сеть
Уличная сеть посёлка состоит из 2 улиц — Тихие Пруды и Канифольной.

## Галерея

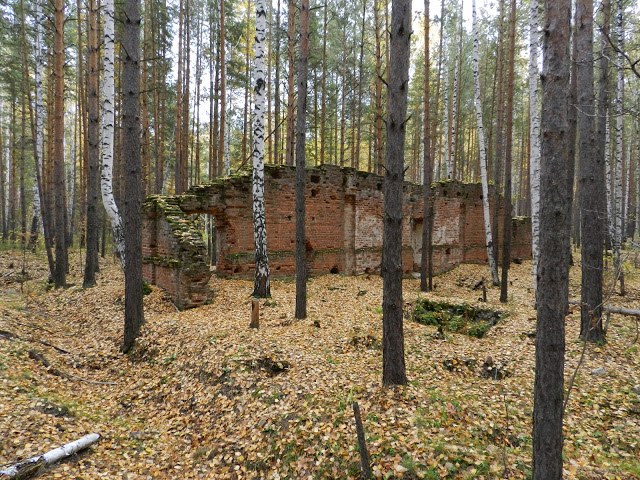
Руины Кыштымского динамитного завода
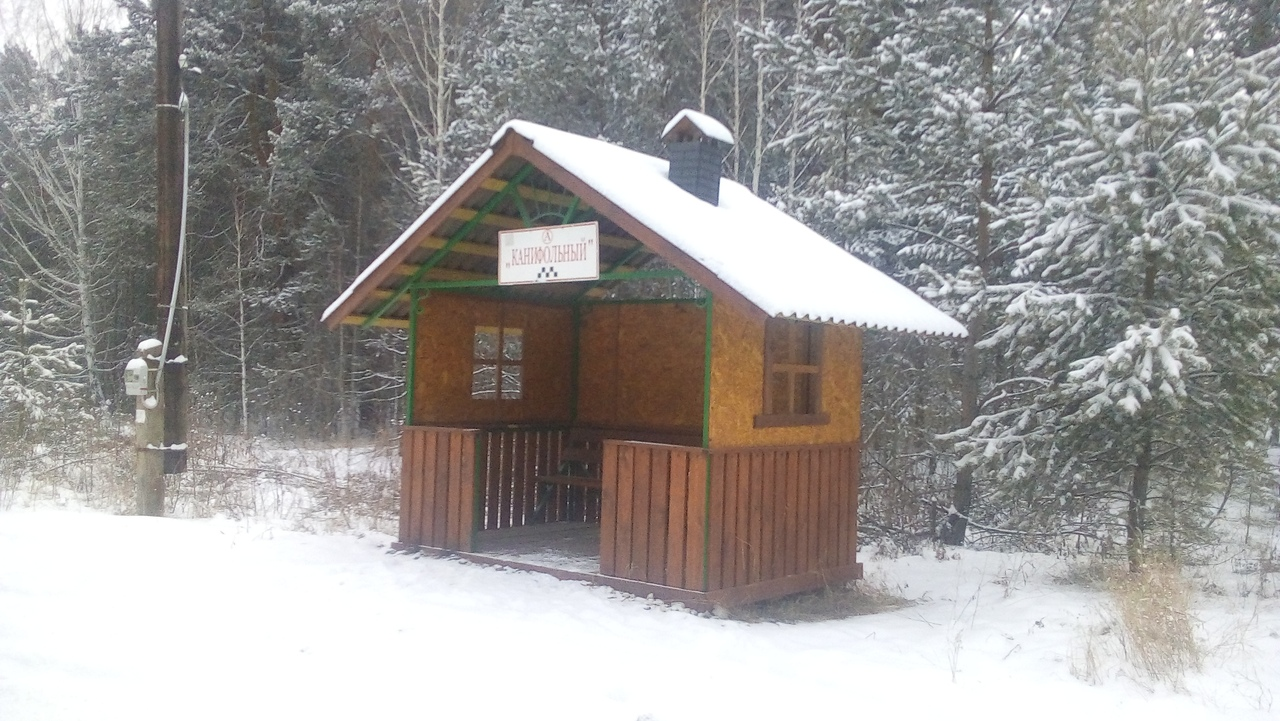
Автобусная остановка
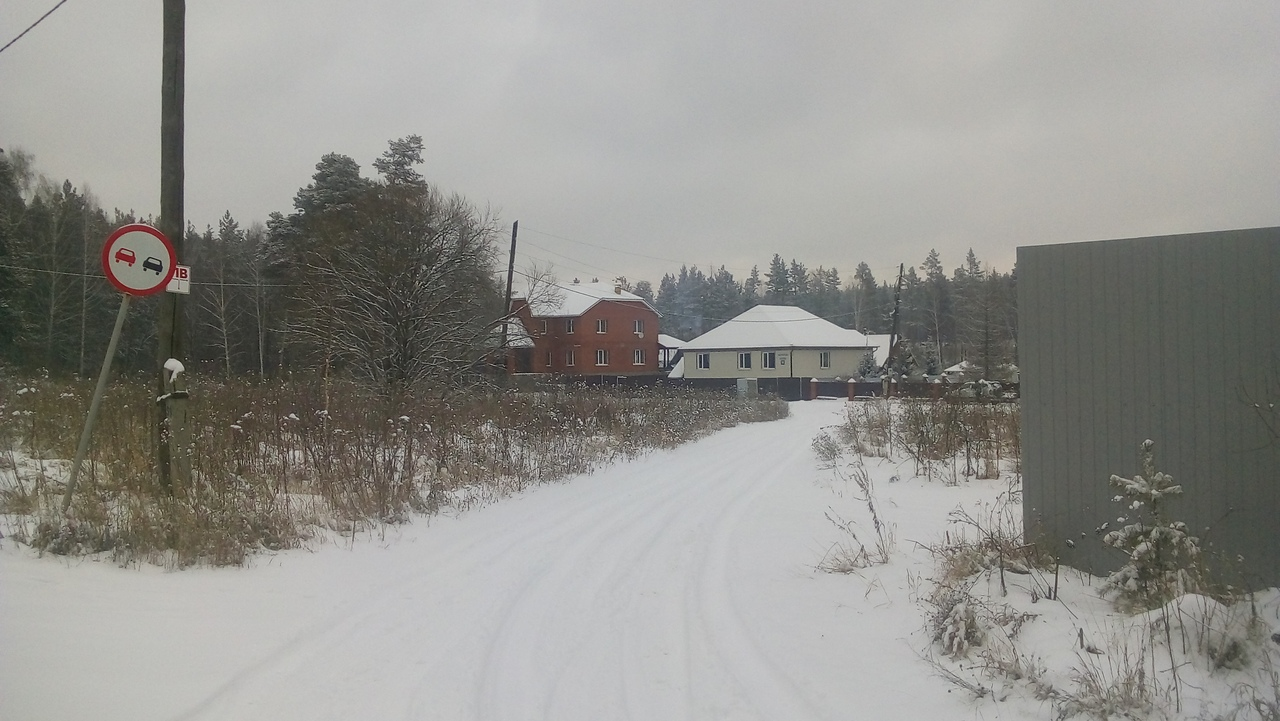
Улица Тихие Пруды
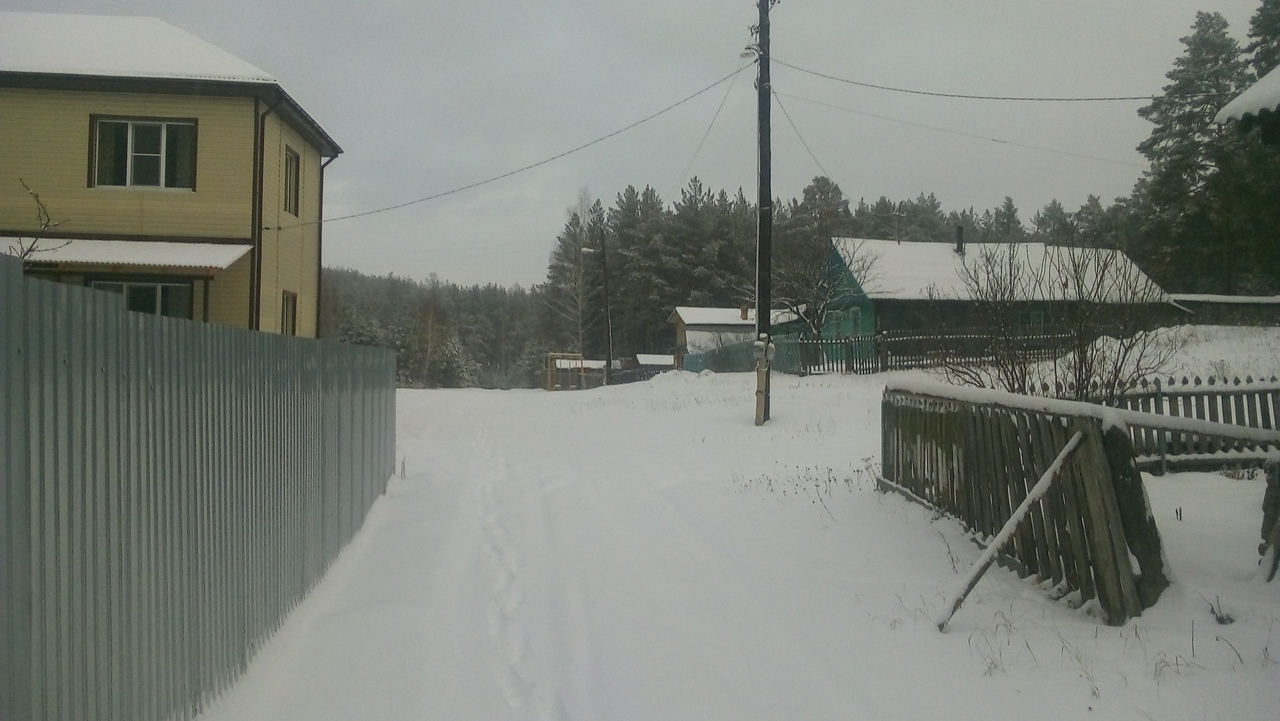
Канифольная улица